# Roi Triton
Pour les articles homonymes, voir Triton.
Le Roi Triton est un personnage de fiction qui est apparu pour la première fois dans le long métrage d'animation La Petite Sirène (1989). Il est inspiré du père de la Petite Sirène du conte d'Hans Christian Andersen, La Petite Sirène. Le personnage apparaît dans les suites du film : La Petite Sirène 2 : Retour à l'océan (2000) et Le Secret de la Petite Sirène (2008), ainsi que deux séries télévisées, La Petite Sirène et Ariel, et des bandes dessinées.

## Description
Dans le conte original, le roi de la mer est un père veuf, laxiste, indulgent et aimant qui permet à toutes ses filles de se rendre à la surface dès qu'elles sont en âge. Le film de Disney a modifié la nature de celui-ci. Triton est le roi du royaume d'Atlantica. Il est père de sept filles : Aquata, Andrina, Arista, Attina, Adella, Alana, et Ariel. Triton se montre très protecteur envers ses filles et entre toujours en conflit avec Ariel.
Triton possède un puissant trident, qu'il peut utiliser pour manipuler la magie, et qui possède donc de nombreux et variés pouvoirs (dont on peut voir quelques exemples dans le film). Ce trident est la source de la puissance de Triton, et est très convoité par la sorcière des mers, Ursula, ainsi que ses autres ennemis - comme plus tard Morgana, la sœur cadette de la sorcière, dans La Petite Sirène 2 : Retour à l'océan.
Triton est souvent dépeint comme très oppressif, strict, fou, sévère, et très autoritaire lorsqu'il s'agit de certaines lois qu'il a établies et se comporte de la manière d'un tyran, en particulier au début du film original, surtout en ce qui concerne les humains.
Lorsque le film commence, Triton éprouve une certaine xénophobie envers les humains (expliquée plus tard dans Le Secret de la Petite Sirène). La raison du constant conflit avec Ariel, selon les réalisateurs du film de Ron Clements et John Musker, est la volonté d'indépendance qu'a Ariel confrontée à la surprotection que lui apporte son père. Conformément à l'état d'esprit du Roi, tout contact entre l'homme et le monde sous-marin est strictement interdit. Lorsque Triton apprend qu'Ariel a sauvé un humain de la noyade, il entre dans une terrible colère et détruit la collection d'objets humains de sa fille.
Après la disparition de sa fille, Triton regrette profondément son geste. Lorsque, plus tard, averti par Sébastien, il apprend qu'Ariel a signé un accord avec Ursula, il prend volontiers la défense de sa fille malgré le choix de cette dernière et, pour la sauver, signe le contrat à sa place. Triton est temporairement transformé en polype, mais quand Ursula meurt, il retrouve sa forme originale et récupère sa couronne et son trident.
À la fin du film, l'attitude du Roi Triton semble s'être adoucie à l'égard des humains ; conscient de l'importance de l'amour qu'elle lui porte, il permet à Ariel d'épouser le Prince Eric, en la transformant en humaine à tout jamais.

### Série télévisée
Le Roi Triton est un personnage récurrent de la série télévisée. Dans cette série, son identité est explicitement dévoilée et on apprend qu'il est le fils de Poséidon, et le petit-fils de Neptune. Un certain nombre d'épisodes montrent ses nombreux conflits avec Ariel, mais ils se résolvent toujours d'une manière positive, montrant une relation étroite entre le père et la fille. Dans l'épisode Red, le Roi Triton est temporairement jeune, inversant le rôle d'Ariel l'incitant ainsi à s'inquiéter et à prendre soin de lui. En tant que jeune garçon, son surnom est Red, à cause de ses cheveux roux.

### La Petite Sirène 2: Retour à l'océan
Le Roi Triton apparaît dans la suite du film, La Petite Sirène 2 : Retour à l'océan. Sa faiblesse réside dans son amour pour sa petite-fille, Mélodie ; cette faiblesse sera exploitée par la sorcière Morgana, la sœur cadette d'Ursula. Dans ce film, le caractère du Roi Triton est moins menaçant et intimidant par rapport à ses autres apparitions.

### Le Secret de la Petite Sirène
Dans le préambule de 2008, un prologue d'ouverture montre que le Roi Triton avait une forte relation d'amour avec son épouse, la Reine Athéna. Mais la Reine Athéna fut tuée par des pirates ; le Roi Triton en eut le cœur brisé et interdit la musique à Atlantica pour une durée de dix ans. Il lèvera finalement l'interdiction sur la musique à la fin du film, mais son interdiction à propos des humains sera toujours en vigueur jusqu'aux événements du film original, la mort de la Reine Athéna est l'origine de la colère, l'oppression, la folie et la tyrannie du Roi Triton.

### Comédie musicale
Dans la comédie musicale, Triton est le frère aîné d'Ursula et révèle que la raison pour laquelle il surprotège Ariel est qu'elle lui rappelle sa mère. Dans cette version, Triton et Ursula sont égaux, et quand la mort de leur père arrive, ils héritent d'une part égale de la mer et d'un objet magique : Triton reçoit le trident et Ursula reçoit le coquillage. Quand Ursula a commencé à abuser de son pouvoir, Triton l'a bannie, mais il n'a pas pensé à lui prendre son coquillage.
Bien que le roi Triton ne chante pas dans le film original, la comédie musicale contient de nouvelles chansons qui ont été écrites pour son personnage. Ces chansons sont : That World Above (reprise)(Ce monde au-dessus - reprise), dans lequel il se confronte à Ariel dans sa grotte qu'il finira par détruire, If Only (quartet)(Si seulement - quatuor), dans lequel il exprime son regret sur son comportement envers Ariel, et If Only (reprise) dans laquelle il permet à Ariel de partir avec Éric.

## Interprètes
- Voix originales : Kenneth Mars (La Petite Sirène 1, 2, série, le jeu vidéo et Kingdom Hearts (série de jeux vidéo)), Jim Cummings (Le Secret de la Petite Sirène) et Norm Lewis (comédie musicale)
- Voix brésilienne : Luiz Motta
- Voix danoise : Preben Neergaard
- Voix finnoise : Esa Saario (1989 et 1999)
- Voix françaises : Jacques Deschamps (1er doublage français et série), Jean Davy (2d doublage français et La Petite Sirène 2 : Retour à l'océan), Robert Party (Kingdom Hearts), Igor de Savitch (Kingdom Hearts 2), Pierre Dourlens (Le Secret de la Petite Sirène) et Jérémie Covillault (film en prise de vues réelles)
- Voix italienne : Pino Locchi
- Voix japonaise : Akira Kume et Tarō Ishida (version redoublée)
- Voix néerlandaise : Huib Broos
- Voix norvégienne : Knut Risan
- Voix polonaise : Włodzimierz Bednarski
- Voix portugaise : Paulo Alexandre
- Voix québécoise : Yves Massicotte
- Voix suédoise : Åke Lindström
- Javier Bardem dans le film en prise de vues réelles

## Caractéristiques particulières
- Dans la mythologie grecque, le roi des mers n'est pas Triton mais Poséidon. Triton est l'un de ses fils[6].
- Lors de la première apparition du Roi Triton, on peut apercevoir en bas à gauche dans le public Mickey, Donald et Dingo[7].

## Anecdote
- Bien que Disney ait modifié sa personnalité et sa nature, le Roi Triton est considéré comme le plus sombre des antihéros de l'histoire de Disney.